# Els Rebalsadors
Els Rebalsadors és un cim muntanyós a 798 metres d'altura de la serra Calderona, al municipi de Serra (Camp de Túria, País Valencià).
Es tracta d'un magnífic mirador de la serra i la plana de l'Horta de València pel que s'ha construït un balcó o mirador que permet el gaudi de les persones que hi accedeixen a través de la ruta senderista que segueix el traçat de la senda GR 10. El mirador es disposa en direcció sud i als peus de les penyes sobre les que descansa es localitza el nucli de població de Serra pel sud-est i la Cartoixa de Porta Coeli pel sud-oest. Pel nord, el pla de Rebalsadors on es troba un pou de neu del segle xviii de planta circular i amb capacitat per al magatzematge de 1.100 m³, l'anomenat Ventisquer que està declarat Bé de Rellevància Local.